# دریاچه ریتزای کوچک
دریاچه ریتزای کوچک (گرجی: პატარა რიწა) دریاچه‌ای واقع در کوه‌های قفقاز واقع در آبخازیا در شمال غربی گرجستان است که توسط جنگل‌های کوهستانی مختلط و مراتع زیرآب احاطه شده است.

## جغرافیا
این دریاچه در پایین کوه پشگیشخا (۲۲۱۷ متر) در ارتفاع ۱۲۳۵ متری در شرق از خط‌الراس گاگرا در حوضه رودخانه ایوپشارا، ۵ کیلومتری غرب از دریاچه ریتزا واقع شده است. این دریاچه از برف، باران و آب‌های زیرزمینی تغذیه می‌کند. درازای آن ۵۳۰ متر و پهنای آن ۲۹۰ متر است. بیشینه ژرفای دریاچه ۷۶ متر است. مساحت سطح ۰.۰۹۵ کیلومتر مربع (۳۷ مال مربع) است. در دریاچه ماهی قزل‌آلا زندگی می‌کند.